# Max Fishman
Pour les articles homonymes, voir Fishman.
Max Fishman (en polonais : Mieczysław Fiszman ; en roumain : Max Fișman ; en russe : Макс Шахнович Фишман, connu sous le nom de Max Benovich Fishman ; Varsovie, 12 décembre 1915 – Chișinău, 24 septembre 1985) est un compositeur, pianiste et pédagogue soviétique d’origine moldave. Ses œuvres, marquées par les traditions juives, polonaises et moldaves, se distinguent par l’intégration de motifs folkloriques et d’innovations musicales du XXe siècle, notamment dans ses concertos pour piano, ses trios et ses sonatines,.

## Biographie

### Jeunesse et formation
Max Fishman naît à Varsovie en 1915, septième enfant de Szachna-Benisz Fiszman, commerçant et figure religieuse de la communauté juive (Gabbaï), et d’Esther Fishman, née Bleiberg. Dans les années 1930, il se fait connaître en Pologne comme pianiste et compositeur, participant aux activités culturelles de la Maison des orphelins dirigée par Janusz Korczak. Il collabore avec des artistes tels que l’actrice Ida Kamińska, la comédienne Lola Folman et le mentaliste Wolf Messing.
Au début de la Seconde Guerre mondiale, il s’engage dans la résistance antifasciste. En novembre 1939, fuyant les persécutions nazies, il traverse la rivière Bug occidental avec son neveu Pawel Gruenspan (1920–2000) pour rejoindre le territoire soviétique, mais est arrêté et interné dans le camp de travail d’Aktioubinsk au Goulag. Libéré en 1944, il poursuit ses études au Conservatoire de Saratov avec le professeur E. M. Zinger (piano), puis au Conservatoire de Minsk sous la direction de G. N. Petrov (piano) et A. V. Bogatyrev (composition). Dès 1947, il travaille comme accompagnateur au Conservatoire de Minsk.
Presque toute sa famille disparaît dans le Ghetto de Varsovie, beaucoup participant à l’Insurrection du ghetto de Varsovie en 1943. Après la guerre, il est décoré de la médaille « Pour le travail valeureux pendant la Grande Guerre patriotique de 1941-1945 ». En raison des campagnes antisémites en URSS, il s’installe en 1952 à Chișinău avec sa femme, la cheffe de chœur Lidia Axionova, où il enseigne à l’Académie de musique, théâtre et arts plastiques de Chișinău et dans des écoles de musique à Kalarash et Karpineny.

### Carrière musicale
Max Fishman compose quatre concertos pour piano, considérés comme des jalons de la musique moldave du XXe siècle. Dans une étude publiée en 2011 dans Anuar ştiinţific: muzică, teatru, arte plastice, la musicologue Tamara Melnik écrit :

« Ses œuvres témoignent d’un talent singulier, mêlant une écriture pianistique sophistiquée, un langage harmonique riche et une identité nationale ancrée dans le folklore moldave, tout en intégrant des éléments romantiques et modernes. »

Ses œuvres, bien que non recommandées pour l’exécution en raison des restrictions soviétiques, sont interprétées par des musiciens renommés, dont des Artistes du peuple de l’URSS, de Moldavie et de Biélorussie, tels que Timofti Gurtoi, Veronika Garștea, Lidia Axionova, Boris Dubosarsky, Artur Aksenov, Tobias Kuperveis, Ida Kamińska, Lola Folman et Mieczysław Weinberg.
Dans une interview accordée en 2010 au critique musical Sergueï Pojar, le violoniste et compositeur moldave Boris Dubosarsky, figure culturelle méritante de la RSS de Moldavie, déclare :

« Au début des années 60, le comité d’organisation d’un concours interrégional de violonistes de l’URSS en Moldavie a invité des compositeurs de toutes les républiques à écrire une pièce virtuose pour violon, que tous les participants devaient interpréter. Pour éviter tout soupçon de favoritisme, chaque compositeur s’est vu attribuer un numéro, et son nom était caché dans une enveloppe scellée. Le jury chargé de sélectionner l’œuvre était prestigieux, principalement composé de dirigeants de l’Union des compositeurs de l’URSS et de Moldavie. De nombreuses œuvres ont été soumises, mais il y eut peu de débats. Lorsque l’enveloppe du compositeur gagnant fut ouverte publiquement, il s’agissait de Max Fishman. Les responsables du concours furent choqués, mais il était trop tard pour changer la décision, bien que cela fût jugé nécessaire en raison des tensions entre Israël et le monde arabe environnant. Un compositeur juif ne convenait pas. Cependant, une solution fut trouvée. Lors d’un précédent congrès de compositeurs, le nom de Fishman avait été remplacé sur l’affiche par Fimshan, un nom à consonance moldave. Cette fois, on choisit un nom plus euphonique, Pescaru, qui signifie Fishman en roumain. Les lauréats du concours ont interprété cette pièce pour violon de Max Benovich avec grand plaisir… et l’un de ces lauréats était mon camarade de classe, l’excellent violoniste Boris Goldenblank. »

### Pédagogie
À l’Académie de musique, théâtre et arts plastiques de Chișinău et dans les écoles de musique de Kalarash et Karpineny, Max Fishman se distingue par une approche pédagogique novatrice. Il initie ses étudiants à la musique occidentale contemporaine, qualifiée en 1948 par les idéologues soviétiques de « marasme universel » et interdite d’exécution. Ses cours abordent les œuvres de compositeurs tels que Gustav Mahler, Maurice Ravel, Anton Bruckner, Igor Stravinsky, Arnold Schönberg et Paul Hindemith, suscitant la curiosité et l’envie des étudiants de découvrir ces créations. Il élargit également les discussions à la littérature, la peinture, le théâtre et le cinéma occidentaux. Des centaines d’étudiants des départements d’instruments à vent, d’instruments traditionnels, de chant et d’art dramatique passent par sa classe de piano général, devenant par la suite des figures majeures de la musique et du théâtre moldaves.
Dans une interview accordée en novembre 1995 au critique musical Sergueï Pojar, le compositeur moldave Vladimir Slivinsky, figure culturelle méritante de Moldavie, affirme :

« Max Benovich faisait partie des plus grands compositeurs de Moldavie, bien qu’il ne fût pas officiellement membre de l’Union des compositeurs. À vrai dire, il n’avait pas besoin de l’Union, mais l’Union avait besoin de lui. Franc, intransigeant, honnête, subtil, charmant. Je n’ai pas étudié avec lui au conservatoire, je n’étais pas proche de lui, mais son influence sur moi était indéniable. Les musiciens, les étudiants et les professeurs étaient attirés par lui. Même les acteurs, pour lesquels il jouait comme accompagnateur dans les cours de danse, se souvenaient de lui des années plus tard. Je sais de première main ce qu’est un accompagnateur dans une classe de danse. Sa musique ne laissait aucun auditeur indifférent. Même ses détracteurs, et je pense qu’il en avait beaucoup, reconnaissaient son originalité, son ampleur, sa modernité, puisant ses racines dans la profondeur du mélos moldave ou juif. Cette indétermination les irritait particulièrement. Ses suggestions, conseils et analyses des œuvres de ses collègues étaient toujours bienveillants, engagés et argumentés. Son objectif principal était d’aider sans nuire. »

### Vie personnelle
Max Fishman épouse Lidia Axionova, cheffe de chœur et professeure. Ils ont deux fils : Băno Axionov, acteur et metteur en scène, et Artur Aksenov, pianiste et pédagogue,.

### Décès
Il décède le 24 septembre 1985 à Chișinău et est inhumé au cimetière Saint-Lazare.

## Œuvres
Max Fishman est l’auteur de nombreuses compositions intégrant des éléments folkloriques moldaves, juifs et polonais. Ses principales œuvres incluent :
- Sonatina en mi bémol majeur pour clarinette et piano (1963)
- Sonatina en ré mineur pour piano (1968)
- Trio sur des thèmes moldaves pour piano, violon et violoncelle (1954–1958)
- Concerto pour hautbois et orchestre symphonique (1961)
- Dix miniatures pour piano sur des mélodies populaires moldaves (1955)
- Variations pour piano (1956)
- Cycle de 5 préludes pour piano (1956)
- Mazurka. Souvenirs de Pologne (1956)
- Cantate « Gloire aux jeunes aigles » (1959, paroles de S. Varelopulus)
- Suite pour grand orchestre symphonique (1961)
- Scherzino en sol majeur pour piano (1961)
- Fantaisie pour petit orchestre symphonique (1961)
- Capriccio en mi mineur pour piano (1961)
- Romance (arrangement pour trombone et piano, 1963)
- Cinq préludes pour piano (Souvenir, L’Arrivée du printemps, Échos de l’estrade, Sur le lac, Le 1er mai)
- Ouverture jazz (1964)
- Pièce de concert pour violon et piano (1964)
- Scherzino pour clarinette et piano en si bémol (1964)
- Scherzo (arrangé pour trombone et piano, 1964)
- Chœur « Automne » (1964, paroles de Mihai Eminescu)
- Quatre études pour piano (1968)
- Prélude en mi mineur pour piano (1968)
- Dix pièces pour piano sur des thèmes moldaves (1969)
- Sonate pour violon et piano en ré mineur (1969)
- Humoresque pour violon et piano (1969)
- Chœur « Récolte » (paroles de Vasile Alecsandri)
- Canon pour chœur (1973, chanson populaire moldave)
- Cycle polyphonique pour piano. Canons (1976)

## Discographie
En 2006, Teleradio-Moldova publie un CD compilation (78:19,04) des œuvres de Fishman, incluant :
- Humoresque pour violon et piano (1964, Lilia Neaga, Ghitlea Strahilevich)
- Sonate pour violon et piano (1964, Lilia Neaga, Ghitlea Strahilevich)
- Sonate pour clarinette et piano (1964–1965, Evgheni Verbețchi, Ghitlea Strahilevich)
- Scherzino pour clarinette et piano (1965–1966, Evgheni Verbețchi, Ghitlea Strahilevich)
- Variations pour piano (1956, Ludmila Vaverko)
- Capriccio pour piano (1964, Ghitlea Strahilevich)
- Étude en sol majeur pour piano (1964, Ghitlea Strahilevich)
- Étude en ré mineur pour piano (1964, Ghitlea Strahilevich)
- Sonatine pour piano (1963, Ghitlea Strahilevich)
- Trio sur des thèmes moldaves (1958, Ludmila Vaverko, Oscar Dain, Vsevolod Dubrovski)
- Chœur « Automne » (1964, chœur du Conservatoire, Lidia Axionova)
- Chœur « Récolte » (1964, chœur du Conservatoire, Lidia Axionova)
- Concerto pour hautbois et orchestre (1961, Dmitri Rotari, Alexandru Vasechkin)

## Littérature
- (en) Tamara Melnik, « Composer and Professor Max Fishman », Anuar ştiinţific: muzică, teatru, arte plastice, nos 1-2 (12–13),‎ 2011, p. 85–90 (ISSN 1857-2251, lire en ligne [archive du 10 mai 2025], consulté le 24 mai 2025)
- (ru) Victoria Tcacenco, « Uvertiura Maksa Fismana v kontekste vzaimodeystviya professional’noy evropeyskoy traditsii i tret’ego plast », Anuar Ştiinţific: Muzică, Teatru, Arte Plastice, no 3,‎ 2012, p. 238–244 (ISSN 1857-2251, lire en ligne [archive du 10 mai 2025], consulté le 24 mai 2025)
- (ru) Tamara Melnik, « Kontert dlya fortepiano s orkestrom ES-Dur M. Fismana v kontekste traditsiy romantizma », Anuar Ştiinţific: Muzică, Teatru, Arte Plastice, no 4,‎ 2012, p. 59–64 (ISSN 1857-2251, lire en ligne [archive du 10 mai 2025], consulté le 24 mai 2025)
- Irina Pleșcan, « Le trio pour piano de M. Fishman comme document sonore de son époque », Studiul Artelor şi Culturologie: istorie, teorie, practică, no 2 (25),‎ 2015, p. 66–76 (ISSN 2345-1408, lire en ligne [archive du 10 mai 2025], consulté le 24 mai 2025)
- Nadejda Cuzneţova, « Chronologie historique des cantates des compositeurs de la République de Moldavie: les années 1950 », Studiul Artelor şi Culturologie: istorie, teorie, practică, no 2 (25),‎ 2015, p. 132–144 (ISSN 2345-1408, lire en ligne [archive du 10 mai 2025], consulté le 24 mai 2025)
- (ru) Ilana Elizarova, « Bez prava tvorit. K 100-letiyu kompozitora, pianista, pedagoga Maksa Fishmana », Jewish World,‎ 1er septembre 2015 (lire en ligne [archive du 10 mai 2025], consulté le 24 mai 2025)
- (ru) Olga Bulychevskaya, « Muzyka vozrozhdaet zhizn. K 100-letiyu so dnya rozhdeniya kompozitora Maksa Fishmana », AVA.MD,‎ 4 novembre 2015 (lire en ligne [archive du 10 mai 2025], consulté le 24 mai 2025)
- (ru) Olga Bejenaru et Veronika Kazhdan, « Kompozitor, pianist i pedagog Maks Fishman », Almanakh Evreyskaya starina, no 1 (124),‎ 2025 (lire en ligne [archive du 10 décembre 2024], consulté le 24 mai 2025)

## Exemples musicaux
- « Max Fishman: Concert pour piano et orchestre symphonique », sur YouTube (consulté le 24 mai 2025)
- « Max Fishman: Trio on Moldovan themes », sur YouTube (consulté le 24 mai 2025)
- « Max Fishman: Trio n.2, Allegro », sur YouTube (consulté le 24 mai 2025)
- « Max Fishman: Andante from trio », sur YouTube (consulté le 24 mai 2025)
- « Max Fishman: Trio n.2, Vivace Giocoso », sur YouTube (consulté le 24 mai 2025)
- « Max Fishman: Variations for piano », sur YouTube (consulté le 24 mai 2025)
- « Max Fishman: Sonata for clarinet and piano », sur YouTube (consulté le 24 mai 2025)
- « Max Fishman: Concert Piece for Violin and Piano », sur YouTube (consulté le 24 mai 2025)